# Calcarifera ordinata
Calcarifera ordinata är en fjärilsart som beskrevs av Butler 1886. Calcarifera ordinata ingår i släktet Calcarifera och familjen snigelspinnare. Inga underarter finns listade i Catalogue of Life.